# Byfleet Seedling (manzana)
Byfleet Seedling es el nombre de una variedad cultivar de manzano (Malus domestica).
Variedad de manzana híbrido procedente del cruce Bramley's Seedling x Lane's Prince Albert. Criado en 1915 por George Carpenter en West Hall, Byfleet, Surrey Inglaterra. Las frutas tienen una pulpa firme y jugosa con un sabor aromático ligeramente ácido. Cocina muy bien.

## Historia
'Byfleet Seedling' es una variedad de manzana híbrido procedente del cruce como Parental-Madre de Bramley's Seedling y que como Parental-Padre el polen procede de Lane's Prince Albert. Criado en 1915 por George Carpenter en West Hall, Byfleet, Surrey Inglaterra (Reino Unido).
'Byfleet Seedling' se cultiva en la National Fruit Collection con el número de accesión: 1931-008 y Accession name: Byfleet Seedling.

## Características
'Byfleet Seedling' tiene un tiempo de floración que comienza a partir del 5 de mayo con el 10% de floración, para el 10 de mayo tiene una floración completa (80%), y para el 17 de mayo tiene un 90% de caída de pétalos.
'Byfleet Seedling' tiene una talla de fruto grande; forma aplanada, altura 65.00mm y anchura 80.50mm; con nervaduras medias; epidermis con color de fondo verde amarillo, importancia del sobre color muy débil, con color del sobre color rojo granate amarronado, con sobre color patrón un enrojecimiento en la cara expuesta al sol, "russeting" (pardeamiento áspero superficial que presentan algunas variedades) muy bajo; cáliz mediano y abierto, asentado en una cubeta ancha y de profundidad media; pedúnculo es de longitud largo y delgado, colocado en una cavidad poco profunda, ancha y ligeramente rojiza; carne de color blanca, firme. Sabor jugoso, picante y aromático.
Su tiempo de recogida de cosecha se inicia a mediados de octubre. Se conserva bien durante tres meses en cámara frigorífica.

## Usos
Hace una muy buena manzana de cocina. En la cocción, se obtiene una salsa de rico sabor.

## Ploidismo
Diploide, auto estéril. Grupo de polinización: C, Día 10.